# Tasya van Ree
Tasya van Ree (Mililani, 30 aprile 1976) è una pittrice, fotografa e surfista statunitense, nota anche per il suo rapporto con l'attrice Amber Heard.

## Biografia

### Inizio e formazione
Van Ree è di origine giapponese-olandese. È cresciuta a Mililani, nelle Isole Hawaii, praticando il surf. Frequentò un corso di fotografia al liceo, e così iniziò a dedicarsi al mestiere di fotografa durante l'ultimo anno scolastico. Nel 1994, van Ree si trasferì a Los Angeles per frequentare il college, ma in seguito non proseguì gli studi.

### Carriera
Van Ree è conosciuta soprattutto per le sue fotografie in bianco e nero che ritraggono celebrità, tra le quali Michelle Rodriguez, Katherine Moennig e Matt Dallas. Disse che la fotografia in bianco e nero «contiene una certa presenza; prende l'argomento e accende al suo interno una certa qualità lirica che non si può esprimere a parole», che l'immagine in bianco e nero trasmette un senso del tempo e dell'atemporalità, e che il contrasto dei suoi soggetti moderni con le associazioni temporali del mezzo è la fonte delle qualità intriganti delle sue fotografie. In diverse interviste, ha fatto riferimento all'attrice Amber Heard come alla sua musa principale: «Gala è per Salvador Dalí, Kiki de Montparnasse è per Man Ray, Beatrice è per Dante Alighieri».
Nella mostra del 2014 A State of Mind & Affairs of its Games, van Ree quando cambiò soggetti e possibilità cromatiche: infatti le nuove foto esposte ritraevano giocattoli e oggetti popolari, stampate a colori.
Nel corso della sua carriera ha esposto in diverse città e le sue opere sono state pubblicate su diverse riviste, ed ha preso parte a mostre sia individuali che collettive, assieme ad artisti famosi, tra cui Gus Van Sant, Amy Arbus, David Lynch e Jessica Lange. Il suo lavoro è presente anche in collezioni private.
Oltre alla fotografia, van Ree ha registrato cortometraggi e realizzato altre opere visive, con la pittura e il disegno. Per i suoi disegni ha trovato ispirazione dai suoi sogni, come tentativo di dare tangibilità alle immagini del proprio mondo simbolico. Il suo stile onirico, le trasmette un senso di familiarità con la vita da sveglia. Ha anche disegnato magliette con testo, che chiama DieWilder e che indossa nelle apparizioni pubbliche. Nell'agosto 2015, la van Ree ha contribuito con una poesia alla serie A Letter to My Younger Self sul blog del negozio online di moda e arredamento, The Dreslyn.

### Mostre
- Agosto 2010 – Untitled Project ("Progetto senza titolo"). Il Celebrity Vault di Los Angeles;[10]
- Giugno 2011 – Distorted Delicacies ("Prelibatezze distorte"). New York;[13]
- Dal 17 settembre 2011 al 22 ottobre 2011 – A Solo Photography Exhibition ("Una mostra fotografica personale") – Edgar Varela Fine Arts, Los Angeles;[17]
- Ottobre 2014 – A State of Mind & Affairs of its Games[5] – Chateau Marmont, Los Angeles.

### La relazione con Amber Heard
Van Ree ha avuto una relazione con l'attrice Amber Heard dal 2008 al 2012. Heard ha cambiato legalmente il suo cognome in van Ree durante la relazione. Nel 2009 Heard è stata arrestata per aggressione all'aeroporto di Seattle-Tacoma, nello stato di Washington, con l'accusa di aver colpito van Ree. Heard è comparsa il giorno successivo al processo presso il tribunale distrettuale di King County, a Seattle, ma il procuratore distrettuale ritirò le accuse e il giudice ordinò il rilascio dell'attrice. L'arresto è stato reso pubblico dal giornale scandalistico TMZ nel 2016, durante la procedura di divorzio di Heard dall'attore Johnny Depp.
Van Ree ha poi rilasciato una dichiarazione alla stampa affermando che Heard fosse stata ingiustamente accusata e che l'incidente era stato «frainteso ed eccessivamente pubblicizzato», ricordando anche «accenni di atteggiamenti misogini nei nostri confronti, che in seguito sembrarono rivelarsi omofobi, quando hanno scoperto che eravamo conviventi e non solo 'amiche'» e aggiungendo che Heard e lei «hanno condiviso insieme cinque anni meravigliosi, e si sentono vicine ancora oggi». Uno dei due agenti responsabili dell'arresto ha successivamente postato su Facebook per dichiarare: «Non sono affatto omofobica o misogina! L'arresto è stato effettuato perché si è verificata un'aggressione (a cui ho assistito)».